# 훌리안 페르난데스 (2004년)
훌리안 페르난데스(스페인어: Julián Fernández, 2004년 1월 30일~)는 아르헨티나의 축구 선수로, 뉴욕 시티에서 윙어로 활동하고 있다.